# NGC 152
NGC 152는 큰부리새자리 방향에 위치한 산개 성단이다.

## 같이 보기
- NGC 1 ~ 999 목록
- 큰부리새자리의 항성 목록